# Championnat d'Angleterre de rugby à XV 2012-2013
Navigation
Aviva Premiership 2011-2012 Aviva Premiership 2013-2014
Le championnat d'Angleterre de rugby à XV 2012-2013, qui porte le nom Aviva Premiership de son sponsor du moment, oppose les douze meilleures équipes anglaises de rugby à XV. Le championnat débute le 1er septembre 2012 et s'acheve le 25 mai 2013 par une finale au stade de Twickenham, à Londres. Une première phase de classement voit s'affronter toutes les équipes en matchs aller et retour. À la fin de cette phase régulière, les quatre premières équipes sont qualifiées pour les demi-finales et la dernière du classement est rétrogradée en RFU Championship. La saison se termine sur une phase de playoff avec des demi-finales et une finale pour l'attribution du titre.
Cette saison, aucune équipe n'est promue puisque les Newcastle Falcons, pourtant classés derniers de la phase régulière, conservent leur place dans l'élite puisque la Fédération anglaise juge que les stades des deux clubs disputant la finale d'accession au Premiership, les London Welsh et les Cornish Pirates, ne sont pas adaptés à la première division et ne les homologue pas. De fait, le vainqueur de la finale ne peut pas intégrer l'élite. Pourtant, les London Welsh, vainqueurs RFU Championship, font appel de la décision de la RFU et obtiennent finalement gain de cause ainsi que leur ticket en première division.
Le championnat est remporté par les Leicester Tigers qui obtiennent ainsi le dixième titre de leur histoire. En finale, ils battent sur le score de 37 à 17 les Northampton Saints qui terminent la rencontre à quatorze après l'expulsion de Dylan Hartley pour avoir proféré des injures envers l'arbitre. Les London Welsh, qui ont écopé d'une pénalité de cinq points pour avoir aligné un joueur non éligible sur une feuille de match, terminent à la dernière place et sont relégués en seconde division après un court passage d'une saison dans l'élite.

## Liste des équipes en compétition
| Bath Exeter Gloucester Harlequins Leicester London · Irish Wasps London Welsh Northampton Sale Saracens Worcester |

La compétition oppose pour la saison 2012-2013 les douze meilleures équipes anglaises de rugby à XV :
| - Bath Rugby - Exeter Chiefs - Gloucester Rugby - Harlequins | - Leicester Tigers - London Irish - London Wasps - London Welsh | - Northampton Saints - Sale Sharks - Saracens - Worcester Warriors |

## Résumé des résultats

### Classement de la phase régulière
| Rang | Club               | J  | V  | N | D  | Bo | Bd | Pm  | Pe  | Diff | Pts |
| ---- | ------------------ | -- | -- | - | -- | -- | -- | --- | --- | ---- | --- |
| 1    | Saracens           | 22 | 17 | 1 | 4  | 5  | 2  | 533 | 339 | +194 | 77  |
| 2    | Leicester Tigers   | 22 | 15 | 1 | 6  | 7  | 5  | 538 | 345 | +193 | 74  |
| 3    | Harlequins (T)     | 22 | 15 | 0 | 7  | 5  | 4  | 560 | 453 | +107 | 69  |
| 4    | Northampton Saints | 22 | 14 | 0 | 8  | 6  | 3  | 501 | 433 | +68  | 65  |
| 5    | Gloucester Rugby   | 22 | 12 | 1 | 9  | 2  | 8  | 515 | 481 | +34  | 60  |
| 6    | Exeter Chiefs      | 22 | 12 | 1 | 9  | 4  | 5  | 542 | 446 | +96  | 59  |
| 7    | Bath Rugby         | 22 | 10 | 1 | 11 | 4  | 7  | 452 | 434 | +18  | 53  |
| 8    | Wasps RFC          | 22 | 9  | 0 | 13 | 4  | 8  | 511 | 528 | -17  | 48  |
| 9    | London Irish       | 22 | 7  | 1 | 14 | 2  | 3  | 459 | 601 | -142 | 35  |
| 10   | Sale Sharks        | 22 | 7  | 1 | 14 | 2  | 3  | 377 | 596 | -219 | 35  |
| 11   | Worcester Warriors | 22 | 5  | 1 | 16 | 3  | 8  | 422 | 547 | -125 | 33  |
| 12   | London Welsh (P)   | 22 | 5  | 0 | 17 | 1  | 7  | 412 | 619 | -207 | 23¹ |

¹ Les London Welsh ont reçu 5 points de pénalité pour avoir aligné un joueur non éligible sur une feuille de match.
|  | Qualifiés pour la phase finale et la coupe d'Europe 2013-2014 (no 1, no 2, no 3, no 4). |
|  | Qualifié pour la coupe d'Europe 2013-2014 (no 5, no 6).                                 |
|  | Relégué en RFU Championship pour la saison 2013-2014 (no 12).                           |
|  | T : tenant du titre 2012 ; P : promu 2012                                               |

Attribution des points : victoire sur tapis vert : 5, victoire : 4, match nul : 2, défaite : 0, forfait : -2 ; plus les bonus (offensif : 4 essais marqués ; défensif : défaite par 7 points d'écart maximum).
Règles de classement : 1. Nombre de victoires ; 2.différence de points ; 3. nombre de points marqués ; 4. points marqués dans les matchs entre équipes concernées ; 5. Nombre de victoires en excluant la 1re journée, puis la 2e journée, et ainsi de suite.

### Phase finale
Les quatre premiers de la phase régulière sont qualifiés pour les demi-finales. L'équipe classée première affronte à domicile celle classée quatrième alors que la seconde reçoit la troisième.
|  | Demi-finales                                   | Demi-finales                          |                        |    | Finale                                      | Finale                                      |
|  | Demi-finales                                   | Demi-finales                          |                        |    | Finale                                      | Finale                                      |
|  |                                                |                                       |                        |    |                                             |                                             |
|  | 12 mai 2013 à l'Allianz Park, Londres          | 12 mai 2013 à l'Allianz Park, Londres |                        |    | 25 mai 2013 au stade de Twickenham, Londres | 25 mai 2013 au stade de Twickenham, Londres |
|  | 12 mai 2013 à l'Allianz Park, Londres          | 12 mai 2013 à l'Allianz Park, Londres |                        |    | 25 mai 2013 au stade de Twickenham, Londres | 25 mai 2013 au stade de Twickenham, Londres |
|  | [1] Saracens                                   | 13                                    |                        |    | 25 mai 2013 au stade de Twickenham, Londres | 25 mai 2013 au stade de Twickenham, Londres |
|  | [1] Saracens                                   | 13                                    |                        |    | 25 mai 2013 au stade de Twickenham, Londres | 25 mai 2013 au stade de Twickenham, Londres |
|  | [4] Northampton Saints                         | 27                                    |                        |    | 25 mai 2013 au stade de Twickenham, Londres | 25 mai 2013 au stade de Twickenham, Londres |
|  | [4] Northampton Saints                         | 27                                    | [4] Northampton Saints | 17 |                                             |                                             |
|  | 11 mai 2013 au Welford Road Stadium, Leicester |                                       | [4] Northampton Saints | 17 |                                             |                                             |
|  |                                                | [2] Leicester Tigers                  | 37                     |    |                                             |                                             |
|  | [2] Leicester Tigers                           | [2] Leicester Tigers                  | 37                     | 33 |                                             |                                             |
|  | [2] Leicester Tigers                           |                                       |                        | 33 |                                             |                                             |
|  | [3] Harlequins                                 | 16                                    |                        |    |                                             |                                             |
|  | [3] Harlequins                                 | 16                                    |                        |    |                                             |                                             |

## Résultats détaillés

### Phase régulière

#### Tableau synthétique des résultats
L'équipe qui reçoit est indiquée dans la colonne de gauche.
| Clubs              | BAT   | EXE   | GLO   | HAR   | LEI   | LOI   | LOW   | LWE   | NOR   | SAL   | SAR   | WOR   |
| ------------------ | ----- | ----- | ----- | ----- | ----- | ----- | ----- | ----- | ----- | ----- | ----- | ----- |
| Bath Rugby         |       | 23-15 | 31-15 | 21-18 | 27-26 | 40-16 | 30-23 | 40-25 | 14-18 | 31-10 | 0-22  | 32-9  |
| Exeter Chiefs      | 12-12 |       | 40-39 | 42-28 | 9-12  | 27-6  | 30-23 | 47-16 | 19-30 | 43-6  | 14-12 | 33-9  |
| Gloucester Rugby   | 16-10 | 18-16 |       | 17-15 | 27-21 | 12-18 | 29-22 | 15-14 | 19-24 | 29-3  | 28-23 | 29-23 |
| Harlequins         | 23-9  | 16-27 | 28-25 |       | 25-21 | 26-15 | 16-17 | 40-3  | 22-19 | 37-14 | 16-18 | 22-19 |
| Leicester Tigers   | 17-12 | 30-8  | 17-12 | 9-22  |       | 32-20 | 35-16 | 28-12 | 16-12 | 48-10 | 27-32 | 34-26 |
| London Irish       | 29-22 | 23-27 | 31-40 | 28-31 | 9-31  |       | 30-19 | 47-28 | 39-17 | 33-33 | 29-16 | 26-6  |
| London Wasps       | 29-15 | 24-37 | 33-29 | 40-42 | 14-12 | 43-14 |       | 29-19 | 24-26 | 25-18 | 13-22 | 10-6  |
| London Welsh       | 16-9  | 25-24 | 25-31 | 26-31 | 13-38 | 15-9  | 15-24 |       | 14-31 | 25-26 | 23-28 | 33-22 |
| Northampton Saints | 25-23 | 24-21 | 11-27 | 9-18  | 8-36  | 40-14 | 24-6  | 23-16 |       | 47-7  | 6-16  | 37-31 |
| Sale Sharks        | 14-13 | 21-16 | 32-9  | 21-30 | 8-20  | 21-9  | 21-20 | 19-29 | 16-27 |       | 16-23 | 33-27 |
| Saracens           | 23-14 | 31-11 | 28-23 | 27-12 | 9-9   | 40-3  | 29-24 | 35-14 | 17-16 | 32-12 |       | 47-17 |
| Worcester Warriors | 23-24 | 18-24 | 16-16 | 26-42 | 14-19 | 35-11 | 29-23 | 13-6  | 18-27 | 23-16 | 12-3  |       |

|  | Victoire à domicile |  | Match nul |  | Défaite à domicile |

#### Détail des résultats
Les points marqués par chaque équipe sont inscrits dans les colonnes centrales (3-4) alors que les essais marqués sont donnés dans les colonnes latérales (1-6). Les points de bonus sont symbolisés par une bordure bleue pour les bonus offensifs (quatre essais ou plus marqués), orange pour les bonus défensifs (défaite avec au plus sept points d'écart), rouge si les deux bonus sont cumulés. 

### Phase finale

#### Demi-finales
| 11 mai 2013 15 h 00 WET | Leicester Tigers | 33 – 16 (13 – 9) | Harlequins | Welford Road Stadium, Leicester 20 243 spectateurs Arbitre : Greg Garner |
| 11 mai 2013 15 h 00 WET | Essai(s) : Goneva (40e), Morris (61e), Croft (63e), Tait (71e) Transformation(s) : Flood 2 (40e, 62e) Pénalité(s) : Flood 3 (3e, 34e, 58e) |                  | Essai(s) : Chisholm (76e) Transformation(s) : Evans (77e) Pénalité(s) : Evans 3 (5e, 12e, 31e) Carton(s) jaune(s) : Care (51e) | Welford Road Stadium, Leicester 20 243 spectateurs Arbitre : Greg Garner |
| 11 mai 2013 15 h 00 WET | |                  | | Welford Road Stadium, Leicester 20 243 spectateurs Arbitre : Greg Garner |

| 12 mai 2013 15 h 00 WET | Saracens                                                                                     | 13 – 27 (0 – 17) | Northampton Saints | Allianz Park, Londres 9 998 spectateurs Arbitre : John Paul Doyle |
| 12 mai 2013 15 h 00 WET | Essai(s) : Taylor (64e) Transformation(s) : Farrell (65e) Pénalité(s) : Farrell 2 (50e, 54e) |                  | Essai(s) : Mujati (20e), Elliott (22e), Van Velze (58e) Transformation(s) : Myler 3 (21e, 23e, 59e) Pénalité(s) : Myler 2 (26e, 72e) Carton(s) jaune(s) : Elliott (60e) | Allianz Park, Londres 9 998 spectateurs Arbitre : John Paul Doyle |
| 12 mai 2013 15 h 00 WET |                                                                                              |                  | | Allianz Park, Londres 9 998 spectateurs Arbitre : John Paul Doyle |

#### Finale
| 25 mai 2013 15 h 00 WET | Leicester Tigers | 37 – 17 (16 – 5) | Northampton Saints | Stade de Twickenham, Londres 81 703 spectateurs Arbitre : Wayne Barnes |
| 25 mai 2013 15 h 00 WET | Essai(s) : Morris (7e), Kitchener (47e), Tuilagi (65e), Goneva (73e) Transformation(s) : Flood (8e) Pénalité(s) : Flood (4e), Ford 4 (31e, 40e+2, 55e, 80e) |                  | Essai(s) : Myler (14e), Foden (43e), Dickson (56e) Transformation(s) : Myler (57e) Carton(s) rouge(s) : Hartley (40e+1) | Stade de Twickenham, Londres 81 703 spectateurs Arbitre : Wayne Barnes |
| 25 mai 2013 15 h 00 WET | |                  | | Stade de Twickenham, Londres 81 703 spectateurs Arbitre : Wayne Barnes |

## Statistiques
Les statistiques incluent la phase finale.

### Meilleurs réalisateurs
| Rang | Joueur          | Club               | Points | Essais | Transf. | Pén. | Drops |
| ---- | --------------- | ------------------ | ------ | ------ | ------- | ---- | ----- |
| 1    | Nick Evans      | Harlequins         | 258    | 5      | 34      | 54   | 1     |
| 2    | Freddie Burns   | Gloucester Rugby   | 250    | 2      | 24      | 63   | 1     |
| 3    | Gareth Steenson | Exeter Chiefs      | 244    | 1      | 28      | 61   | 0     |
| 4    | Andy Goode      | Worcester Warriors | 250    | 1      | 21      | 57   | 2     |
| 5    | Charlie Hodgson | Saracens           | 212    | 3      | 22      | 51   | 0     |
| 6    | Stephen Myler   | Northampton Saints | 187    | 2      | 27      | 41   | 0     |
| 7    | Toby Flood      | Leicester Tigers   | 181    | 2      | 30      | 37   | 0     |
| 8    | Gordon Ross     | London Welsh       | 173    | 0      | 13      | 49   | 2     |
| 9    | Owen Farrell    | Saracens           | 135    | 1      | 8       | 38   | 0     |
| 10   | Stephen Jones   | London Wasps       | 116    | 0      | 16      | 28   | 0     |

### Meilleurs marqueurs
| Rang | Joueur          | Club               | Essais |
| ---- | --------------- | ------------------ | ------ |
| 1    | Tom Varndell    | London Wasps       | 13     |
| -    | Christian Wade  | London Wasps       | 13     |
| 3    | Jamie Elliott   | Northampton Saints | 10     |
| 4    | Danny Care      | Harlequins         | 8      |
| -    | Jonny May       | Gloucester Rugby   | 8      |
| -    | David Strettle  | Saracens           | 8      |
| 7    | Adam Thompstone | Leicester Tigers   | 7      |